# Мерсін
Мерсі́н (тур. Mersin вимовляється [ˈmæɾsin]) — місто на південно-східному узбережжі Туреччини, адміністративний центр ілу Мерсін. Станом на 2011 рік в місті проживало 859 680 чоловік, площа міста становить 1772 км². Мерсін важливий економічний центр Туреччини. У місті розташований найбільший морський порт країни. Турки називають це місто «Перлина Середземномор'я» (тур. Akdeniz'in İncisi).

## Історія
Місцевість почали заселяти з 7 тисячоліття до н. е. Під час археологічних розкопок на пагорбі Юмюк-Тепе (тур. Yümüktepe), англійський археолог Джон Гарстанг виявив 23 культурних шари, найстаріший датують 6300 роком до н. е. Міські укріплення були зведені 4500 року до н. е., але основне будівництво датують між 3200 та 1200 роками до н. е.
Місто згадують багато античних авторів. За часів Стародавньої Греції він мав назву Зефіріон (дав.-гр. Ζεφύριον). Страбон, давньогрецький географ, згадує місцевість Кілікію, столицею якої був Тарсус (Ταρσός), а Мерсін як найближчий порт був «головними воротами» Кілікії. Після розквіту Константинополя торгівля змістилася до цього, і Мерсін втратив своє значення. Назва міста була латинізована (Зефіріум), а пізніше його перейменували в Адріанополіс на честь імператора Адріана.

## Транспорт
- Мерсінський порт

## Уродженці
- Невін Янит (* 1986) — турецька легкоатлетка.